# Беенчиме
Беенчиме или Бяйенчимя (якут. Бэйэнчимэ) — река в России, в Якутии, левый приток реки Оленёк. Длина реки — 311 км, площадь бассейна — 4080 км². Течёт по северной окраине Среднесибирского плоскогорья. Питание снеговое и дождевое. Половодье в июне, летом отдельные паводки. Основные притоки: Беенчикян, Куччугуй-Юрях, Беенчиме-Салата, Улахан-Юрях (левые).

## Притоки
- 27 км: без названия (лв.)
- 39 км: без названия (лв.)
- 41 км: без названия (пр.)
- 50 км: без названия (пр.)
- 59 км: без названия (пр.)
- 69 км: Улахан-Юрэх (лв.)
- 74 км: без названия (пр.)
- 78 км: без названия (пр.)
- 84 км: без названия (лв.)
- 90 км: Бэйэнчимэ-Салаата (лв.)
- 111 км: без названия (пр.)
- 119 км: без названия (пр.)
- 142 км: без названия (лв.)
- 164 км: без названия (пр.)
- 167 км: Куччугуй-Юрэх (лв.)
- 184 км: без названия (лв.)
- 191 км: Бэйэмчикээн (лв.)
- 223 км: без названия (пр.)
- 233 км: без названия (лв.)
- 239 км: без названия (лв.)
- 248 км: Маайтага-Тонгуулаага (лв.)
- 268 км: без названия (лв.)
- 270 км: без названия (пр.)